# Marcia Wallace

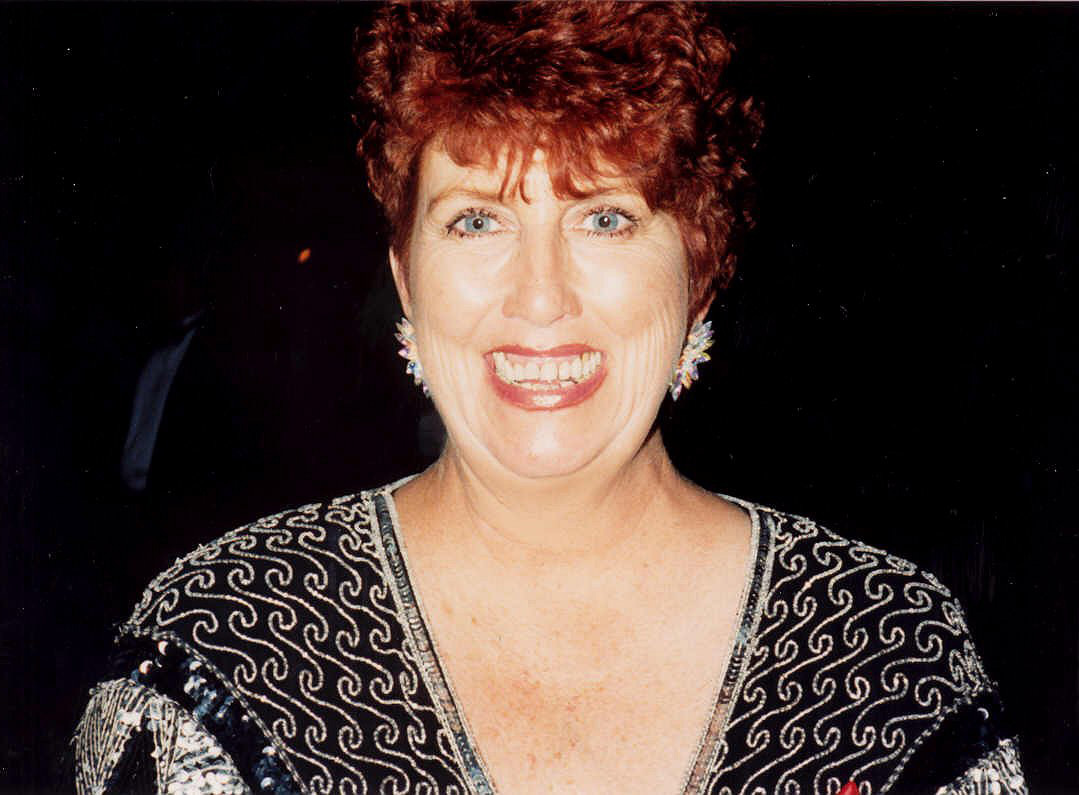
Marcia Wallace bei den 47. Emmy Awards (1994)

Marcia Karen Wallace (* 1. November 1942 in Creston, Iowa; † 25. Oktober 2013 in Los Angeles, Kalifornien) war eine US-amerikanische Schauspielerin und Synchronsprecherin. Zu ihren bekanntesten Rollen gehörten Carol Kester Bondurant in The Bob Newhart Show (1972–1977) und die Stimme der Edna Krabappel in Die Simpsons (1990–2013).

## Biographie
Ihre ersten Auftritte vor der Kamera hatte Wallace 1971. Hin und wieder übernahm sie Gastrollen in verschiedenen Serien, bis sie schließlich 1972 eine der Hauptrollen in The Bob Newhart Show bekam. Mit dieser Rolle, die sie bis 1977 spielte, schaffte sie den Durchbruch. Nach The Bob Newhart Show wurde es stiller um sie, bis sie schließlich 1990 die Rolle der Edna Krabappel in der Erfolgs-Zeichentrickserie Die Simpsons bekam, für die sie sogar 1992 mit einem Emmy ausgezeichnet wurde.
Eine weitere bekannte Rolle von Wallace war die der Maggie Hawley in der kurzlebigen Serie Hier kommt Bush!. Die Serie erhielt zwar genügend Einschaltquoten, war aber einfach zu teuer.
Sie hatte einige Gastauftritte in Serien wie Full House, ALF und Eine himmlische Familie (7.21 – 8.01, 2003).
Wallace war seit 1986 mit dem Hotelier Denny Hawley verheiratet, der 1992 starb. Aus dieser Ehe hat sie einen Adoptivsohn.
Am 25. Oktober 2013 starb Marcia Wallace im Kreis ihrer Familie in Los Angeles an den Folgen einer Lungenentzündung.

## Filmografie

### Filme (Auswahl)
- 1984: Agentur Maxwell (Finder of Lost Loves)
- 1989: Teen Witch (Teen Witch)
- 1989: Meine Mutter ist ein Werwolf (My Mom’s a Werewolf)
- 1991: Ghoulies III: Ghoulies Go to College
- 2004: Forever for Now
- 2007: Big Stan

### Serien
- 1971: Columbo: Schritte aus dem Schatten (Lady in Waiting)
- 1972–1977: The Bob Newhart Show
- 1981: Magnum. p. i. (Episode 1.18: als Barbara „Babs“ Terranova)
- 1986: Mord ist ihr Hobby (Episode 3.05)
- 1987: Alf (Episoden 1.22 und 1.24: als Mrs Lyman)
- 2001: Hier kommt Bush!
- 2009: Schatten der Leidenschaft

### Synchronarbeiten
- 1989–1991: Camp Candy
- 1990–2013: Die Simpsons (The Simpsons, Fernsehserie)
- 1991–1992: Darkwing Duck, 4 Folgen
- 1997: The Simpsons: Virtual Springfield
- 2001: The Simpsons: Road Rage
- 2007: Die Simpsons – Der Film
- 2007: Die Simpsons – Das Spiel